# Senjska Draga
Senjska Draga falu Horvátországban, Lika-Zengg megyében. Közigazgatásilag Zengghez tartozik.

## Fekvése
Zengg központjától 7 km-re délkeletre, a Velebit-hegység és a Nagy-Kapela-hegység találkozásánál, a Zenggből Károlyváros felé menő 23-as főút mentén egy mély völgyben fekszik. Településrészei Sveti Križ, Donji Lopci, Gornji Lopci és Majorija

## Története
A falu környéke már a római korban lakott volt. Ezt bizonyítja az az 1900-ban a plébániatemplom közelében talált görög feliratos sírkőtöredék, melyet egy bizonyos nikodémiai Marcus Claudiusnak készítettek. A feltételezések szerint a közelben római villagazdaságnak kellett lennie és a földb még több ókori kőtöredéket is rejthet. A bencés szerzetesek a 12. században érkeztek Zenggbe, valamint a mai Senjska Draga és a szomszédos Sveti Juraj területére, ahol 1170 körül felépítették kolostorukat, melyet a Szent Kereszt tiszteletére szenteltek. A kolostor helyéről a település földrajzi nevei beszélnek. A völgyön átfolyó kis patakot és utat ugyanis ősidőktől fogva Kriškinek nevezték, a kolostor pontos helyéről pedig a „Kaluđeri“ név árulkodik. Ezt a nevet viseli Vratniktól délre, a Kriški-forrás közelében fekvő terület. Később ezen a helyen épült fel a Szent Kereszt templom, mely a zenggi határ eme részének plébániatemploma lett. Az itteni bencéseket 1338-ban említi először egy a zenggi püspöki szék betöltésével kapcsolatos írásos dokumentum. Ebben a zenggi papsággal együtt bencések beleegyezésüket adják, hogy a pápa által meghatározott jelölt helyett a Sveti Juraji bencés kolostor apátja Bernard legyen a zenggi püspök. Ismert, hogy ebben a vitában később a zenggieknek meg kellett hátrálniuk. Az 1388-as zenggi törvénykönyv szerint a zenggi nemesek patronálásuk fejében joggal rendelkeztek a kolostor apátjának megválasztására. A kolostort a 16. században szerzeteseknek el kellett hagyniuk és az épületek pusztulásnak indultak. Mára az egykori kolostornak nyoma sem maradt. A plébániatemplomot az említett patakocska mentén kissé távolabb nyugatabbra építették fel. A Szent Kereszt apátság címzetes apátja Juraj Homolić 1723-ban az egykori kolostor helyén pasztorális célokra először egy kis kápolnát építtetett. A mai templomot Vuk Homolić apát építtette 1768-ban, miután a kápolna romos állapotú lett. Homolić írja, hogy a templomban levő feszület tisztelete ebben az időben annyira elterjedt, hogy a szent kereszt feltalálásának, felmagasztalásának, Krisztus mennybemenetelének és színeváltozásának ünnepein zarándoklatok indultak a templomhoz. Vratnik alatt a 18. század elején egy másik kis templom is állt, melyet Szent Mihály tiszteletére szenteltek, majd azon a helyen 1838-ban Kajetan Knežić saját mauzóleuma céljára egy második templomot is építtetett, melynek oltárképét a plébániatemplomból hozták át. Senjska Draga iskoláját 1903-ban alapították. A falunak 1857-ben 152, 1910-ben 202 lakosa volt. 1920-ig Lika-Korbava vármegye Zenggi járásához tartozott. Ezt követően előbb a Szerb–Horvát–Szlovén Királyság, majd Jugoszlávia része lett. Jugoszlávia felbomlása után 1991-ben a független Horvátország része lett. 2011-ben 84 lakosa volt, akik főként állattartással, földműveléssel és idénymunkákkal foglalkoztak.

## Lakosság
| Lakosság változása | Lakosság változása | Lakosság változása | Lakosság változása | Lakosság változása | Lakosság változása | Lakosság változása | Lakosság változása | Lakosság változása | Lakosság változása | Lakosság változása | Lakosság változása | Lakosság változása | Lakosság változása | Lakosság változása | Lakosság változása |
| ------------------ | ------------------ | ------------------ | ------------------ | ------------------ | ------------------ | ------------------ | ------------------ | ------------------ | ------------------ | ------------------ | ------------------ | ------------------ | ------------------ | ------------------ | ------------------ |
| 1857               | 1869               | 1880               | 1890               | 1900               | 1910               | 1921               | 1931               | 1948               | 1953               | 1961               | 1971               | 1981               | 1991               | 2001               | 2011               |
| 152                | 181                | 212                | 231                | 260                | 202                | 214                | 198                | 202                | 182                | 149                | 120                | 128                | 118                | 100                | 84                 |

## Nevezetességei
- A Szent Kereszt tiszteletére szentelt plébániatemploma 1768-ban épült egy korábbi 1640 körül épített templom alapjain. A templom körül temető található, ahol ókori latin feliratos és egy görög feliratos sírkövet találtak, mely a nikodémiai Marcus Claudiusról emlékezik meg. Egykor valószínűleg a Zenggből a Vratnik-hágón át vezető római kereskedelmi út mellett álltak, amelynek feltehetően a közelben őrállomása is volt.
- A Szent Mihály-kápolnát[4] Josip Kajetan Knežić útmérnök építette klasszicista rotundaként Senjska Draga, ma Majorija néven ismert területén. A rotunda kicsi, a kupolát egy kis kupoladob zárja le, palástjából kiemelkedik a klasszicista portál. A kápolna előtt szökőkút található, melyet I. Ferdinánd osztrák császárnak és magyar királynak szenteltek, és 1857-ben készítettek.
- Gornji Lopci nevű településrészén az erdőben Szent Domonkos (vagy Szent Nedeljica) tiszteletére szentelt templom romjai találhatók. A templom a 14. vagy a 15. században épülhetett és a 16. századi török pusztításnak esett áldozatul.